# Pigeonhill Eyot
Pigeonhill Eyot ist eine Insel in der Themse bei Bray, Berkshire flussabwärts des Bray Lock.
Ein Wehr schließt an das nördliche Ende der Insel an.